# Komane
Komane är en ort i Botswana. Den ligger i den centrala delen av landet, 600 km nordväst om huvudstaden Gaborone. Komane ligger 935 meter över havet och antalet invånare är 203.
Terrängen runt Komane är mycket platt. Trakten runt Komane är nära nog obefolkad, med mindre än två invånare per kvadratkilometer.. Det finns inga andra samhällen i närheten.
Omgivningarna runt Komane är huvudsakligen savann.